# Baloncesto en México

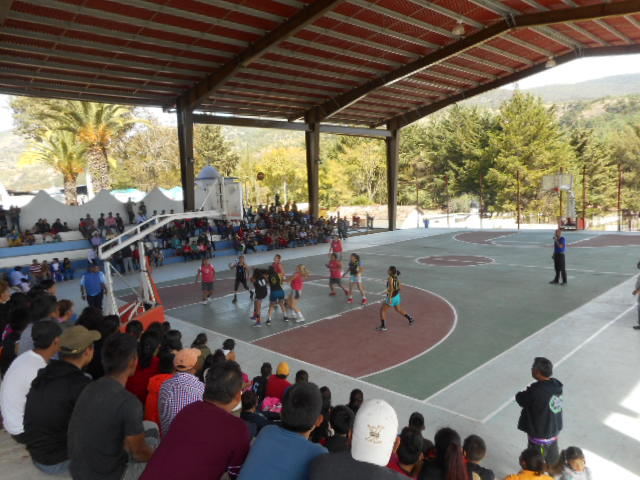
Baloncesto femenil en Oaxaca, México.

‌El baloncesto en México tiene un origen en 1902 con un partido celebrado en la ciudad de Puebla gracias a Guillermo Spencer, quien dirigió el Instituto metodista en la ciudad. Tres años después en 1905 en el marco de los festejos de la conmemoración del 5 de mayo, se abrieron las puertas al primer partido profesional, el cual fue la primerapública del deporte.
Cabe señalar que el término básquetbol (con y sin acento) es el más usado en México, aunque últimamente la palabra baloncesto ha sido utilizada por las autoridades deportivas, para hacer referencia al mismo.
En México, el básquetbol es uno de los deportes más practicados. Más de 15 millones de personas lo juegan, prácticamente en cualquier sitio del país hay una cancha de básquetbol. Sin embargo, es el cuarto deporte más popular, después del fútbol, el boxeo y el béisbol. 
Actualmente la liga más importante en el país en este deporte es la Liga Nacional de Baloncesto Profesional (LNBP), y en la rama femenil la Liga Mexicana de Baloncesto Profesional Femenil (LMBPF) y la Liga Nacional de Baloncesto Profesional Femenil (LNBPF); además de algunas ligas regionales como el Circuito de Baloncesto de la Costa del Pacífico (CIBACOPA) y el Circuito de Baloncesto del Pacífico (CIBAPAC) que, como sus nombres lo indican, las componen equipos de esa zona, así como la Liga de Baloncesto del Sureste (LBS), que incluye a los equipos de esa parte del país, el Circuito de Básquetbol del Noreste (CIBANE), que como su nombre lo indica, lo componen equipos de esa región, la Liga Premier de Baloncesto (LPB) y la Liga de Básquetbol Estatal de Chihuahua (LBE), ambas con base en el estado de Chihuahua. Estas ligas regionales tienen participación en los meses de descanso de la LNBP que, dicho sea de paso, volverá a tener competencia ante el inminente regreso del Circuito Mexicano de Básquetbol (CIMEBA), el cual fue, durante mucho tiempo, la principal liga de básquetbol profesional en México.

## Orígenes
El baloncesto se introdujo en México en 1902 gracias a Guillermo Spencer, quien entonces dirigía el Instituto Metodista Mexicano de la Ciudad de Puebla.[5] Allá por el mes de julio de 1902, Spencer mandó trazar un paralelogramo (el mayor que cabía en el patio), marcando sus esquinas con cuatro estacas encajadas por completo en el suelo. A la mitad de los lados menores se hicieron sendos agujeros para colocar dos vigas, como de tres metros de alto, en cuyo extremo superior se clavaron cestos de carrizo, uno en cada viga, y hacia el interior del paralelogramo o campo de juego. Improviso unas canastas y unos aros a los cuales se les quitó el fondo para que pudiese pasar holgadamente una pelota de basquetbol, el cual mide 30 cm de diámetro, manufacturada en los talleres del Instituto Metodista.[cita requerida]

### Primer partido
El primer juego no oficial se dio el mismo mes de julio de 1902 en el actual Instituto Mexicano Madero (Plantel Toledo de la Ciudad de Puebla), siendo así esta institución la cuna del básquetbol mexicano. El primer juego oficial fue en el año 1905; entre los festejos que se dieron para conmemorar la victoria del 5 de mayo de 1862, se concedió oportunidad al Instituto Mexicano Madero de que sus baloncestistas dieran la primera exhibición pública de este deporte en el Paseo Bravo de esta ciudad, ante el asombro de figuras políticas y sociales de aquella época. Siendo este el primer partido profesional. [cita requerida]

### Primeros logros Internacionales del baloncesto Mexicano.

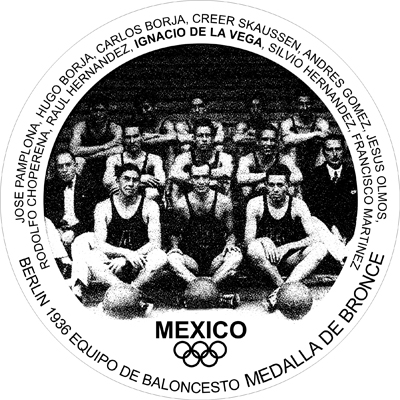
Juegos Olímpicos de Berlín 1936

En la década de los años 20, el baloncesto mexicano comenzó a obtener pequeños frutos a nivel internacional, uno de los primeros logros fue el triunfo ante Cuba en los Juegos Centroamericanos y del Caribe en 1926.
Para los Juegos Olímpicos de Berlín de 1936, el equipo de la Nacional obtuvo su primer medalla en un deporte de conjunto, colgándose la medalla de bronce tras vencer a Polonia. La selección nacional estuvo conformada por jugadores de la Ciudad de México y Chihuahua y fue Alfonso Rojo de la Vega el entrenador que los llevó a esta obtención de medalla.
Después de los Juegos de 1936, la selección logra clasificar a los Juegos Olímpicos posteriores, sin embargo, no se logró obtener lugar en el podio.
Para las Olimpiadas de Londres en 1948 México obtuvo el cuarto lugar al ser derrotado por Brasil con un marcador de 52 - 47, quedando a 5 puntos de la de bronce. Y para las Olimpiadas de 1968 obtuvo el quinto lugar.
Para 1967 en los Juego Olímpicos de Winnipeg, la selección mexicana obtuvo la medalla de plata. Ya contaban con jugadores importantes como Carlos Quintanar, también conocido como la "Aguja" quien fungió como capitán, así como Arturo Guerrero.
Otro evento importante en el que tuvo participación la Selección Mexicana fue en el Campeonato FIBA Américas de 2009 celebrado en Puerto Rico, en el cual se obtuvo el séptimo lugar. En el presente evento, el jugador Mexicano Gustavo Ayón, logró colocarse entre los mejores jugadores del campeonato.
En los juegos Panamericanos de 2011, celebrados en Guadalajara, el equipo mexicano logró obtener la plata en el podio al enfrentarse en la final contra Puerto Rico. De igual manera, en estos juegos del 2011, la selección mexicana femenil logró obtener la medalla de plata.

### 3X3 en México

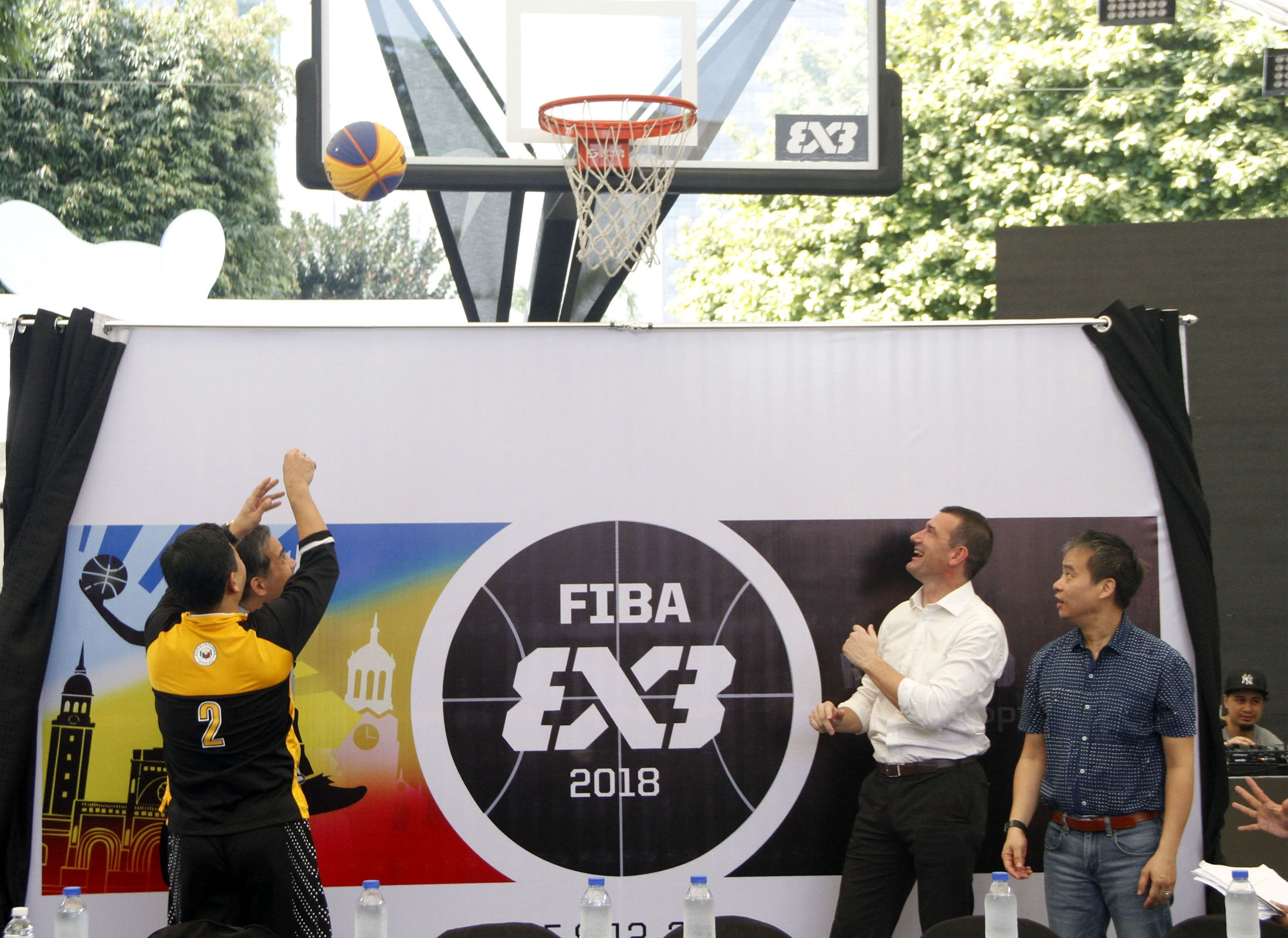
FIBA 3x3 World Cup

El baloncesto 3x3 es una adaptación del baloncesto normal, con la diferencia de que este se juega con una única canasta. Este fue disputado por primera vez en los Juegos Olímpicos de Tokio 2020, y aunque el juego ya existía desde antes, la FIBA se encargó de reglamentar y comenzar a crear campeonatos internacionales.
El formato es diferente al de 5x5, este consiste en que cada equipo debe de estar conformado por 4 jugadores de los cuales tres van a cancha y el cuarto es el cambio, cada encuentro es de 10 minutos. El formato del puntaje de puntos es, un tiro libre tiene el valor de 1 punto, tiro dentro del arco tiene valor de 1 punto, tiro fuera del arco tiene valor de 2 puntos.
En noviembre de 2021 se dio el primer FIBA 3X3 AmeriCup con sede en Miami, el cual es hasta ahora el torneo más importante dentro de este formato de juego.

### Campeonato Nacional 3x3
El Campeonato Nacional de 3x3 en México es el filtro para definir a los representantes en los eventos AmeriCup 3x3 FIBA. Las categorías para este campeonato son femenil, varonil y libre.

## Origen del baloncesto femenil en México

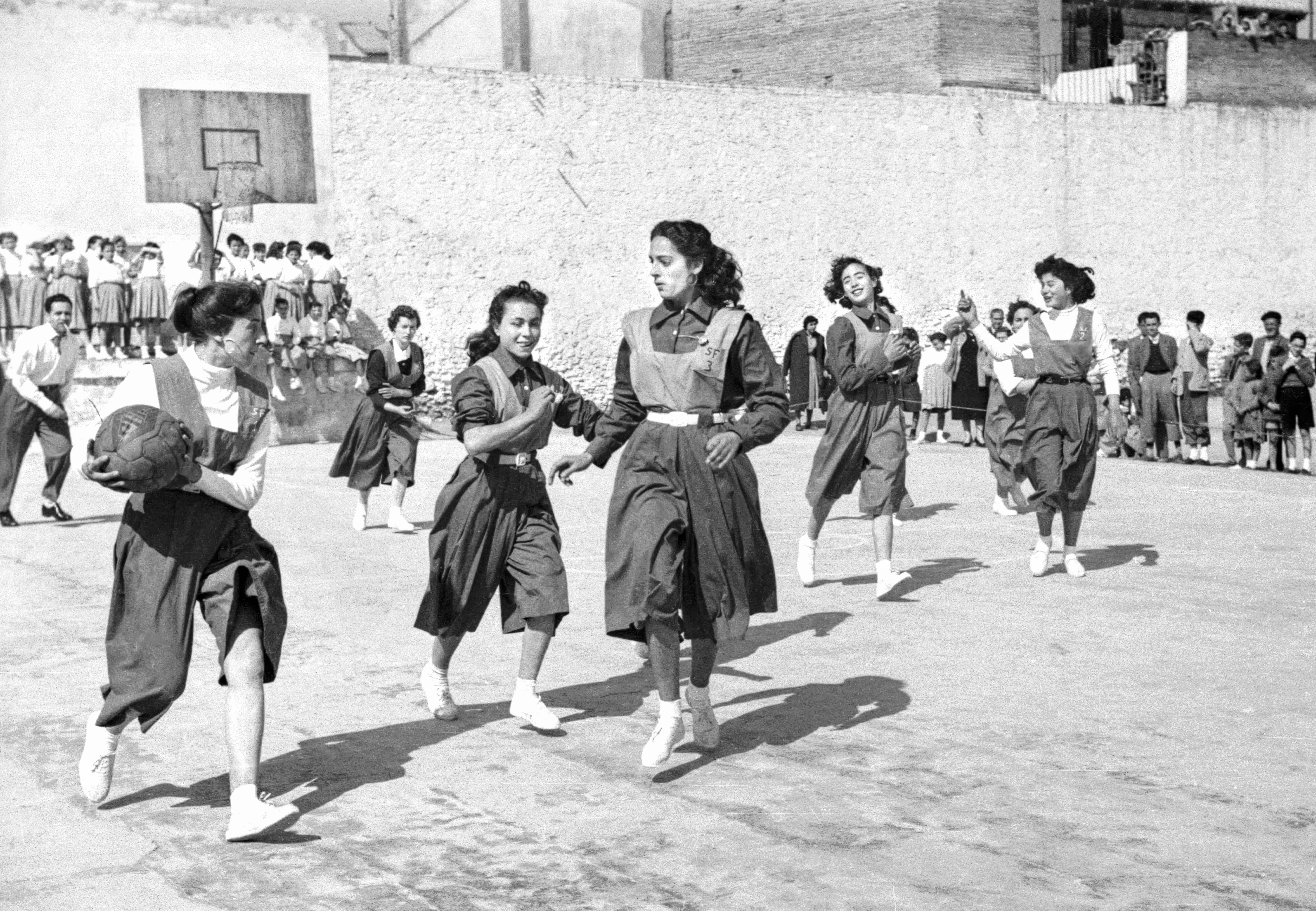
Primer equipo de baloncesto femenil en México.

El baloncesto mexicano femenil tiene origen hasta el año 1904, promovido por la Asociación Cristiana de Jóvenes (YMCA). En 1916 la Escuela Normal y el Conservatorio fueron las primeras instituciones en crear equipos femeniles de basquetbol en México, pero no fue hasta 1922 que se llevó a cabo el primer campeonato de basquetbol femenil, todo esto impulsado por la Secretaría de Educación Pública.
Originalmente la rama femenil se regía con las mismas reglas que la rama varonil, fue hasta 1930 que se empezó a implementar reglas específicas para la rama femenil, sin embargo estas reglas fueron oficiales tres años después, en 1933, gracias al impulso de María Uribe Jasso y Fanny Ruíz. En 1934 se realizó el primer campeonato femenil en la Ciudad de México y el primer campeonato nacional de basquetbol. Cabe mencionar que en ese mismo año se creó la Federación Internacional de Baloncesto (FIBA).

## Logros Internacionales en el Baloncesto Mexicano femenil.
Actualmente México se encuentra en la posición 49 del FIBA WORLD RANKING
Algunos de los eventos en los que ha participado la selección mexicana femenil durante su trayectoria son:

### Juegos Panamericanos
Los Juegos Panamericanos, el mayor evento deportivo internacional en el que participan atletas de América.
- Juegos Panamericanos 1975 con sede en la Ciudad de México, la selección mexicana mayor logró entrar al podio y obtener la de plata al debutar en contra de la selección de Estados Unidos.
- Juegos panamericanos 2011 con sede en Guadalajara, Jalisco, la selección mexicana mayor logró entrar al podio y obtener plata al enfrentarse en la final contra la selección de Puerto Rico.

### Centrobasket
En Centrobasket, el torneo de baloncesto femenino organizado por la FIBA Américas de la Federación Internacional de Baloncesto, en el que participan las selecciones nacionales de México, América central y El Caribe. Las tres o cuatro selecciones obtienen boletos para el Campeonato FIBA Américas Femenino, del cual clasifican para la Copa Mundial de Baloncesto Femenino y Juegos Olímpicos.
- Centrobasket 1971 con sede en Venezuela, la selección mexicana femenil logró entrar al podio y obtener la de plata al enfrentarse y ser vencidas por la selección de Cuba.
- Centrobasket 1973 con sede en México, en el estado de Veracruz, la selección mexicana femenil logró entrar al podio y obtener la de oro, tras enfrentarse y vencer a la selección de Cuba.
- Centrobasket 1975 con sede en República Dominicana, donde la selección mexicana femenil logró entrar al podio y obtener la de plata al enfrentarse y ser vencidas por la selección de Cuba.
- Centrobasket 1977 con sede en Panamá, la selección mexicana femenil logró entrar al podio y obtener la de oro, tras enfrentarse y vencer a la selección de República Dominicana.
- Centrobasket 1981 con sede en Puerto Rico, donde la selección mexicana femenil logró entrar al podio y obtener la de plata al enfrentarse y ser vencidas por la selección de Cuba.
- Centrobasket 1985 con sede en México, donde la selección mexicana femenil logró entrar al podio y obtener la de plata al enfrentarse y ser vencidas por la selección de Cuba.
- Centrobasket 1989 con sede en Cuba, donde la selección mexicana femenil logró entrar al podio y obtener la de bronce al enfrentarse por el tercer lugar y vencer a la selección de Puerto Rico con un marcador de 60 - 75.
- Centrobasket 1993 con sede en Puerto Rico, donde la selección mexicana femenil logró entrar al podio y obtener la de plata al enfrentarse y ser vencidas por la selección de Cuba.
- Centrobasket 1999 con sede en Cuba, donde la selección mexicana femenil logró entrar al podio y obtener la de bronce al enfrentarse por el tercer lugar y vencer a la selección de Puerto Rico con un marcador de 63 - 59.
- Centrobasket 2001 con sede en República Dominicana, donde la selección mexicana femenil logró entrar al podio y obtener la de plata al enfrentarse y ser vencidas por la selección de Cuba.
- Centrobasket 2006 con sede en México, donde la selección mexicana femenil logró entrar al podio y obtener la de plata al enfrentarse y ser vencidas por la selección de Cuba.
- Centrobasket 2010 con sede en Puerto Rico, donde la selección mexicana femenil logró entrar al podio y obtener la de bronce al enfrentarse por el tercer lugar y vencer a la selección de Trinidad y Tobago con un marcador de 78 - 65.
- Centrobasket 2017 con sede en Islas Vírgenes de los Estados Unidos, donde la selección mexicana femenil logró entrar al podio y obtener la de plata al enfrentarse y ser vencidas por la selección de Islas Vírgenes Estadounidenses.
- Centrobasket U17 2017, con sede en Puerto Rico, donde la selección mexicana femenil U17 logró entrar al podio y obtener la de oro al enfrentarse y vencer a la selección de Puerto Rico, algunas de las jugadores que formaron parte de esta escuadra fueron Rosa Montes de Chihuahua, Paola Velázquez de Cuernavaca y Katia Gallegos de El Paso, TX / Chihuahua, dirigidas por el cuerpo técnico conformado por Gerardo Guzmán, Fernando de la Torre y Omar González.
- Centrobasket 2018 con sede en Puerto Rico, donde la selección mexicana femenil logró entrar al podio y obtener la de bronce al enfrentarse por el tercer lugar y vencer a la selección de República Dominicana con un marcador de 85 - 81.
- Centrobasket U17 2019, con sede en Puerto Rico, donde la selección mexicana femenil U17 logró entrar al podio y obtener la de oro al enfrentarse y vencer a la selección de Puerto Rico, algunas de las jugadores que formaron parte de esta escuadra fueron Irais Aguilera de Aguascalientes, Abril Reyes de la Ciudad de México y Mariana Valenzuela de Mazatlán, dirigidas por el cuerpo técnico conformado por Felipe Terrazas.

### FIBA AmeriCup femenina
FIBA AmeriCup femenina es el campeonato de baloncesto organizado por FIBA Américas, en el que compiten selecciones nacionales de baloncesto de Sudamérica, Centroamérica y Norteamérica. Esta se lleva a cabo cada 2 años.
- FIBA AmeriCup 1999, con sede en La Habana, donde la selección mexicana femenil obtuvo el cuarto lugar al enfrentarse y ser derrotadas por la selección de Canadá con un marcador de 80 - 37.
- FIBA AmeriCup 2003, con sede en Culiacán, donde la selección mexicana femenil obtuvo el cuarto lugar al enfrentarse y ser derrotadas por la selección de Canadá con un marcador de 71 - 34.

### COCABA
El campeonato de la COCABA (Confederación Centroamericana de Baloncesto) es el torneo clasificatorio regional de basquetbol, es el primer paso que deben realizar las selecciones centroamericanas para clasificar a competencias internacionales.
- COCABA 2004, con sede en Guatemala, donde la selección mexicana femenil logró posicionarse en el podio obteniendo el bronce al vencer a la selección de Nicaragua.
- COCABA 2009, con sede en Guatemala, donde la selección mexicana femenil logró posicionarse en el podio obteniendo el oro al vencer a la selección de Guatemala.
- COCABA 2013, con sede en El Salvador, donde la selección mexicana femenil logró posicionarse en el podio obteniendo el oro al vencer a la selección de El Salvador.
- COCABA 2015, con sede en Costa Rica, donde la selección mexicana femenil logró posicionarse en el podio obteniendo el oro al vencer a la selección de Guatemala.
- COCABA 2016, con sede en Costa Rica, donde la selección mexicana femenil U16 logró posicionarse en el podio obteniendo el oro al vencer a los equipos que conformaban su grupo, los cuales fueron El Salvador, Panamá, Guatemala y Costa Rica. Algunas de las jugadores que formaron parte de esta escuadra fueron Ángela Carrasco de Chihuahua, Paola Velázquez de Cuernavaca y Karla Martínez de Zacatecas, dirigidas por el cuerpo técnico conformado por Gerardo Guzmán, Fernando de la Torre y Omar González.

## Ligas profesionales en México.
Existen diversas ligas profesionales de baloncesto a lo largo del país, estas se organizan por regiones:
- Liga de Basquetbol Estatal de Chihuahua (LBE)
- Liga Nacional de Baloncesto Profesional de México (LNBP)
- Circuito de Baloncesto de la Costa Pacífico (CIBACOPA)

En cuando al baloncesto femenil, en 2014 fue fundada la primera liga profesional, la Liga Mexicana de Baloncesto Profesional Femenil (LMBPF). En 2022 fue estrenada la Liga Nacional de Baloncesto Profesional Femenil, y en 2023 la Liga ABC MEX.

## Asociación encargada del Basquetbol Mexicano.

Federación Internacional de Baloncesto

La Asociación Deportiva Mexicana de Basquetbol (ADEMEBA) surgió en 2008. ADEMEBA es la asociación encargada de regular todo lo relacionado con el basquetbol en México, esta avalado por la CONADE, El Comité Olímpico Mexicano y la Federación Internacional de Baloncesto (FIBA).
Las principales responsabilidades de la asociación son:
- Estipular los reglamentos en modalidades 5x5 y 3x3.
- Llevar el registro y certificaciones a nivel nacional a jugadores, árbitros y entrenadores.
- Organizar las competencias en todas las categorías existentes, desde infantiles hasta profesionales.
- Representante del basquetbol mexicano en competencias y eventos internacionales.